# Poa tanfiljewii
Poa tanfiljewii är en gräsart som beskrevs av Roman Julievich Roshevitz. Poa tanfiljewii ingår i släktet gröen, och familjen gräs. Inga underarter finns listade i Catalogue of Life.